# Milton Cortez
Milton Cortez (Trinidad, 5 de junho de 1962) é um ator e cantor boliviano com carreira reconhecida no México e Estados Unidos.

## Biografia
Cortez começou a sua carreira gravando seu primeiro álbum solo aos 12 anos de idade. Aos 16 gravou Tu perfecto par. Então ele foi para Miami, onde gravou Cuando vuelvas a enamorarte de mí e depois o álbum Amor sín limites. Milton Cortez conseguiu aparecer nas paradas da Billboard (ranking das músicas mais populares nos Estados Unidos) e obter prêmios no país.
Depois ele decidiu ingressar como ator na televisão. Protagonizou a novela Los pioneros, em 1990, no seu país. Em 1996 se muda para o México e participa de novelas como Señora e El amor de mi vida, na TV Azteca. Na Televisa estreou em 1999, na novela Laberintos de pasión.

## Carreira

### Telenovelas
| Ano       | Telenovela               | Personagem                             | Notas            |
| --------- | ------------------------ | -------------------------------------- | ---------------- |
| 2012      | Abismo de pasión         | Como ela mesma                         | Atuação Especial |
| 2007      | Destilando amor          | Isabella Rivas Olmedo / Isabella Reyes | Co-Protagonista  |
| 2001-2002 | Salomé                   | David «El Matador»                     | Antagonista      |
| 2000      | DKDA: Sueños de juventud | Ramon                                  | Coadjuvante      |
| 1999-2000 | Laberintos de pasión     | Javier Medina                          | Antagonista      |
| 1998      | El amor de mi vida       |                                        | Estrelar         |
| 1998      | Señora                   | Edgar                                  | Coadjuvante      |
| 1990      | Los pioneros             |                                        | Protagonista     |

### Cinema
- La otra familia (2011)
- Volverte a ver  (2008)  ..... Sofía Cortina
- 7 años de matrimonio (2013)
- Antes que se tire la sal (2015) .. Produtora executiva

## Discografia
- 1978 - Tu perfecto par
- 1990 - Cuando vuelvas a enamorarte de mi
- 1993 - Amar sin limites
- 2002 - Milton Cortez
- 2007 - Diez Rutas, Un destino
- 2013 - Love coma